# Fregata ariel

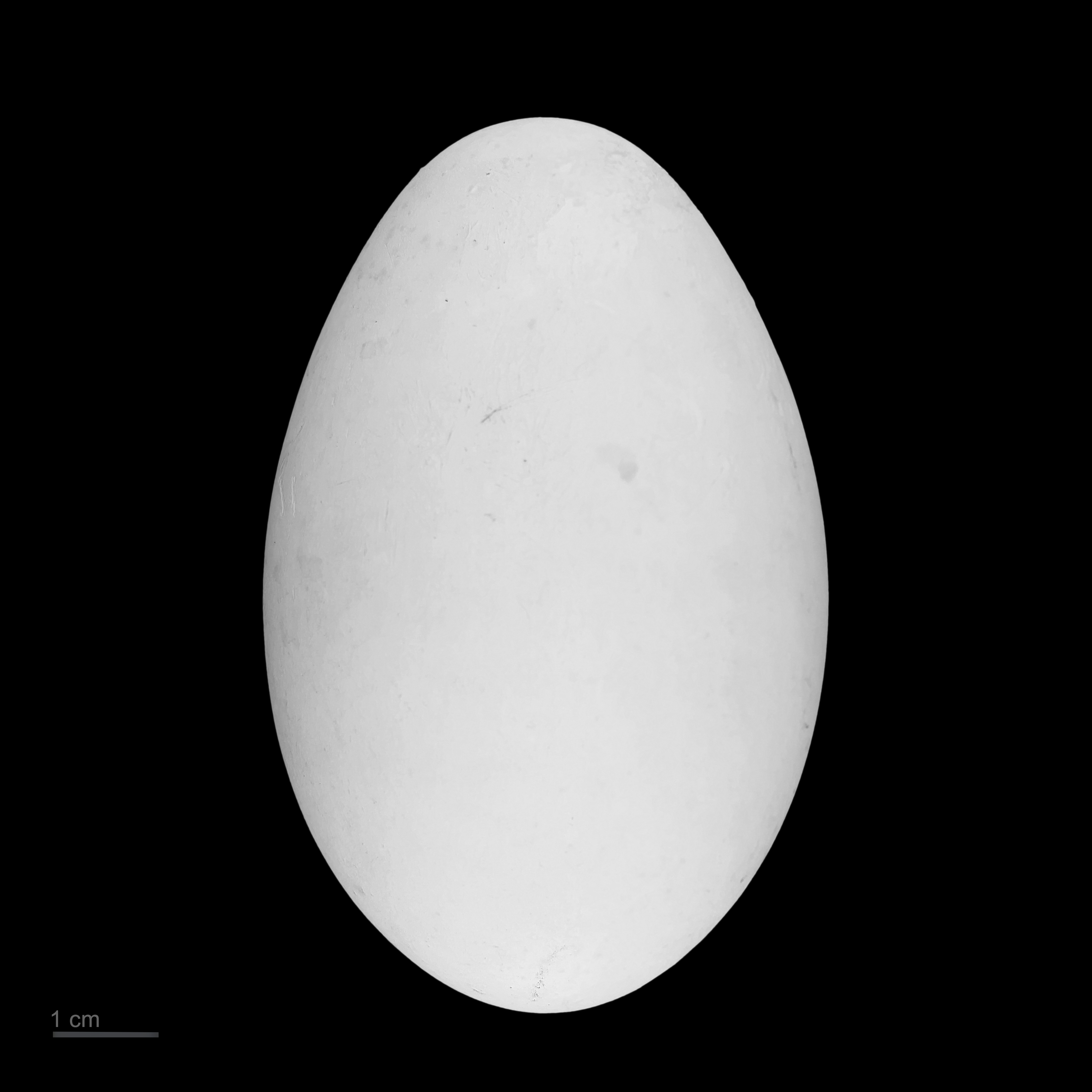
Fregata ariel - MHNT

El rabihorcado chico u hoara (Fregata ariel) es una especie de ave suliforme de la familia Fregatidae que anida en Australia, entre otros lugares.
Hay un único registro del Paleártico occidental, en Eilat, en el golfo de Aqaba.